# Perșinari, Dâmbovița
Perșinari este satul de reședință al comunei cu același nume din județul Dâmbovița, Muntenia, România.
Dovezile arheologice, atestă existența așezării încă din neolitic. Aici a fost descoperit un important tezaur „Tezaurul de la Perșinari”. Tezaurul, păstrat la Muzeul Național de Istorie a României, cuprinde 13 piese din epoca bronzului, (cca 1500 i.Chr.) și este alcătuit din 11 pumnale de aur, o sabie de ceremonie de aur și un pumnal de aur fragmentat. Piesele nu sunt din aur pur, ci din electrum.

## Personalități
- Ion Dolănescu (1944 - 2009) a fost un cântăreț român de muzică populară și deputat în legislatura 2000-2004, ales în județul Ilfov pe listele partidului PRM
- Maria Cârneci (n. 22 martie 1953) este o cântăreață română de muzică populară și lăutărească